# Bujaganapura, Chamarajanagar
Bujaganapura là một làng thuộc tehsil Chamarajanagar, huyện Chamarajanagar, bang Karnataka, Ấn Độ.